# 社会的市場経済
社会的市場経済（しゃかいてきしじょうけいざい、英語: Social market economy、ドイツ語: Soziale Marktwirtschaft）とは、社会福祉政策と経済政策の思想で、「自由競争に基いて自由な創意工夫を、経済的効率性に裏打ちされた社会福祉的進歩へとつなげること」を目的としている。この概念は解釈がなければ理解できず、その多義性ゆえに場合によっては政治スローガンと見られることもある。

## 名称と起源
「社会的市場経済」の名称および概念の起源は、ドイツの国民経済学者で文化社会学者のアルフレート・ミュラー＝アルマックに端を発する。彼によれば、この考え方には、市場での自由の原理を社会的融和と結びつける平和神学的な公式がある。政治家のルートヴィヒ・エアハルトは、この名称を政治的に好都合だと考えて用いた。社会的市場経済は、1930年代と40年代、オルド自由主義、特にヴァルター・オイケン、フランツ・ベーム、アレクサンダー・リュストーなどの思想を受け継いでいる。しかし、例えば景気策や社会福祉政策などにおけるプラグマティズムにも影響を受けている。
「社会的市場経済」は、ドイツとオーストリアの経済構造を示す名称としても使われている。1990年の東西ドイツ基本条約のなかで、通貨・経済・社会同盟のための共通経済秩序としても合意され、また2009年には国際金融危機の克服のための「輸出品」となるべきだと宣伝された。リスボン条約によれば、EUは完全雇用と社会福祉的進歩を伴って「世界と競合可能な社会的市場経済」を作るよう努めている。国際的には、ライン型資本主義と呼ばれることもある。

## 定義
島野卓爾によれば「市場経済であるから、市場の調整メカニズムと自由競争を尊重し、市場の均衡化機能を重視する考え方であることは間違いない」とするものの、同時に「『市場経済』の前に置かれた『社会的』という形容詞は、市場参加者で構成する社会全体の動きに配慮するという倫理的概念である。政策による社会調和を重視する考え方である。したがって必要となれば、政府の政策運用による市場介入も許される。たとえば市場参加者間の所得分配が不公正であれば、税制による所得移転政策がとられることになる」。
言うなれば企業や私有財産、自由貿易を擁護しつつ、労働組合の団体交渉や年金・健康保険などの社会保険といった社会政策と組み合わせた形の資本主義であり、西ヨーロッパや日本など、主にアメリカを除く先進国で見られた形態である。またレッセフェール的な経済的自由主義と社会民主主義的な混合経済の中庸を行く考え方ともされた（ただ、社会的市場経済そのものを混合経済に含む考えもある）。この基本には階級協調や労使協調・コーポラティズムの要素や（日本は別として）社会的キリスト教やカトリック社会教説でよく取り上げられる補完性原理の考えも含み、キリスト教民主主義政党や穏健な保守政党・中道政党の経済政策として採用されることが多かった。

### 西ドイツのモデル

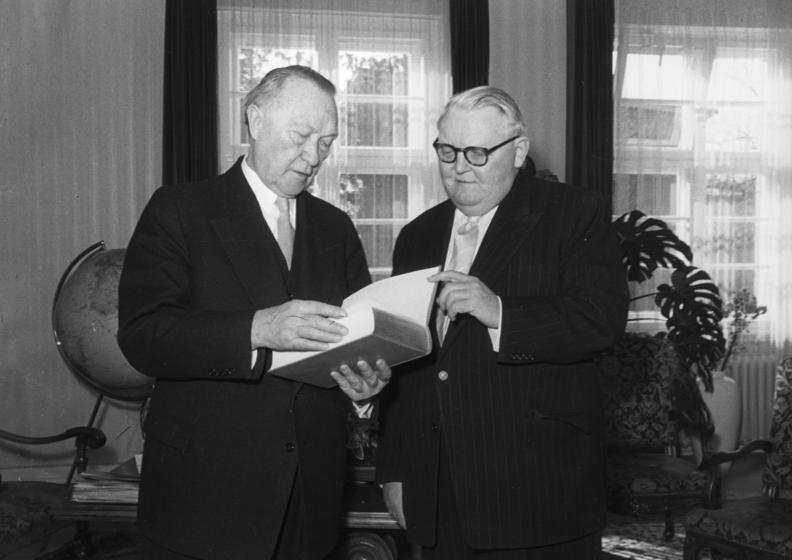
アデナウアー（左）とエアハルト（右、1956年）

具体的にこれを政策として推進した者としては、第二次世界大戦後の西ドイツにおいて最初の与党となった中道右派・ドイツキリスト教民主同盟（CDU）を軸とするコンラート・アデナウアー首相の政権下で経済大臣となったルートヴィヒ・エアハルト（のちに自身も首相となる）が有名である。彼は秩序（ラテン語:ordo）を重視するオルド自由主義 (Ordoliberalism、「オルドー自由主義」とも呼ばれる)の支持者でもあったが、この思想を基本に企業間の競争と市民生活における勤労者の平等を同時に実現しようとした。スローガンは「Wohlstand für Alle（全ての国民に繁栄を）！」であり、これはナチス・ドイツの統制経済への否定であると同時に、社会主義や共産主義の計画経済への批判でもあった。このために市場経済に軸足を置きつつも、社会的公正をめざし社会的不平等を最少にする立場から社会政策を重視した。具体的には中間層や中小企業の自立支援、所得再分配、失業対策としての完全雇用、住宅（特に公営住宅）供給、各種社会福祉・社会保障充実などの政策が挙げられる。またドイツの経済においてはカルテルへの規制を強めた。CDUと並ぶ連立与党のキリスト教社会同盟（CSU）もこれを支持した。なおドイツ帝国時代のオットー・フォン・ビスマルク以来、国家主導の保守的な社会政策の伝統があったことも無視できないであろう。
これらの政策により西ドイツは奇跡的な経済成長（エアハルトの奇跡）を達成した。なおもマルクス主義的な発想を残していたドイツ社会民主党（SPD）は立ち遅れ野党暮らしを強いられたため、ゴーデスベルク綱領で国民政党への転換とともに社会的市場経済を受け入れることとなり、こうして西ドイツの経済政策におけるコンセンサスとなった（SPDはその後に与党となった際、従業員500名以上の株式会社の経営陣に従業員代表を必置とするなど労働組合の役割を強める修正を加えた）。

### その後
ドイツ再統一以降、経済的に立ち遅れた旧東ドイツ（旧来の社会主義を放棄し社会的市場経済に加わることに合意した）を抱え込むこととなったドイツにとって、社会的市場経済は大きな政府としての性格からグローバリゼーションに対し労働力の高コストなどの足かせと見られるようにもなった。また家族を中心とする保守主義的福祉レジームとしての性格が批判されることもあった。しかし第三の道などの影響によりSPDほか中道左派勢力も市場経済色を強めたが、それでもドイツが新自由主義的な方向に（若干は動いたが）完全に移ることはなく、むしろその防壁となり（「人間の顔を持った資本主義」という肯定的評価もある）、さらには社会的市場経済はドイツの枠を超えて（未発効となったが）欧州憲法にも盛り込まれ、その後のリスボン条約にも言及がある。
なお中国の社会主義市場経済とは似て非なるものだが、改革開放政策（特にその初期）の参考にされたとも言われる。

## 用語

### 成立
アルフレート・ミュラー＝アルマックは、1946年に『経済統制と市場経済』（1947年に出版）のなかで初めてこの言葉を用い、自由主義市場経済と国家計画経済のほかに、社会的市場経済を「第三の形式」として記述した。戦争によって荒廃したドイツの経済秩序にとっては、「基本的骨格」としての市場に「意識的に制御された、つまり社会福祉的に制御された市場経済」を埋め込む必要があった。「市場での自由の原理を社会福祉的調整に結びつける」という試みを、ミュラー＝アルマックは「平和神学的公式」であると記述した。

### 普及
しかし、この表現は当初あまり使われることがなかった。まず1949年にデュッセルドルフ指針（CDUの1949年ドイツ連邦選挙のための綱領）で経済政策の名称として、ルートヴィヒ・エアハルトとCDUがこの概念を世間に広げた。「社会的市場経済」という新しい経済政策を導入したのは「反社会福祉的な計画経済」に対向するためであったが、最初は議論を呼び起こした。社会民主主義や労働組合、またCDUの労働者サイドは、婉曲的でプロパガンダ的だと批判した。企業や経済リベラルは、「社会福祉的」という言葉が付いているので、経済成長やドイツの競争力向上の妨げになるのではないかという懸念を持った。こうして様々な批判が起こったが、それでも特に1950年代の選挙での議論から支持されるようになり、社会的市場経済というスローガンは政治的成功をもたらした。
西ドイツでの社会的市場経済は、1949年～1966年と、1982年から1998年に、統治政策の基本指針にまで高められ、後にメルケルが「輸出品」として宣伝するようになった。

### SPDによる受容
SPDは、当初一貫してこの言葉の使用を避け、代わりに「民主社会主義」を旗印として宣伝した。しかしそれにもかかわらず、1959年のゴーデスベルク綱領では、社会的市場経済の要素を受け容れ、1990年代以降、綱領にもこの表現を用いるようになった。ドイツ労働総同盟も、1996年のドレスデン基本綱領で採用した。政治的違いを越えて、「社会的市場経済」へのポジティブな評価がさらに広がっている。

### 意味の多様性
社会的市場経済の概念は社会的に広まってきたわけだが、その理解の仕方が一致しているわけでは決してない。
多くの学術的・政治的な著作が、本来それがどのような意味であったのかを参考にしている。しばしば引き合いに出されるのは、理念史的な意味での起源、通貨統合、1950年代の朝鮮特需や社会福祉政策の方針転換に対する政治的／組合団体の反応などである。それと同様に、多くの著作が、実際の意味を確定せずに、その概念の多様な意味を前提にしている。最終的には実体のない空虚な言葉であるという見方さえもある。
クヌート・ボルヒャルト、ローラント・シュトルム、マルティン・ノーンホフ（Martin Nonhoff）などは、「社会的市場経済」を単一の意味に還元することはできず、むしろダイナミックなプロセスがさらなる発展を遂げた結果であると考えるべきだと論じた。この言葉の本来の何を意味していたのかは、ミュラー＝アルマックの『経済統制と市場経済』、エアハルトの構想、デュッセルドルフ指針におけるCDUの構想などが重なり多様であるがゆえに、定義することは不可能であるという。社会的市場経済を構想した先駆者たちは、お互いに完全に一致しているわけではなく、「完全に軋轢があり、すごい対立」があった。それゆえ、「社会的市場経済」というとき、たんにそれが今日どのようになっているかという実体が問題になるだけではなく、そもそも何を意味したのかの解釈をめぐる政治的な概念も問題になっている。
ハンス＝ヘルマン・ハルトヴィヒによれば、「社会的市場経済」の起源をめぐるまとまった理論があったが、選挙の影響を受けた政治的議論のせいで、「社会的市場経済は広く知られているものの、ほんとうにコロコロ変わる」と思われるようになった。しかし、それがもたらしたものは、決して実体のない空虚な決まり文句ではなく、何か新しいものである。
ディーター・カッセルとジークフリート・ラウフートによると、社会的市場経済には、本来の意味があったものの、「ますます信用を落とし、空虚な決まり文句にまで退行した」ので、もう一度本来の意味を思い出すべきである。

### ドイツの経済秩序を示す名称
1950年代から、「社会的市場経済」の概念は、ドイツの実際の経済秩序を示す名称としても定着した。ただし経済政策は、その時々の政権の政治目標によって変わっている。
社会的市場経済は、1948年から経済システムの根本的な特徴を変えることなく発展したと多くの著者は見ている。しかし実際の経済秩序は、1957年あるいは1960年代以降にはもはやルートヴィヒ・エアハルトの構想には対応しておらず、不適切なものになっていたとする見解もある。

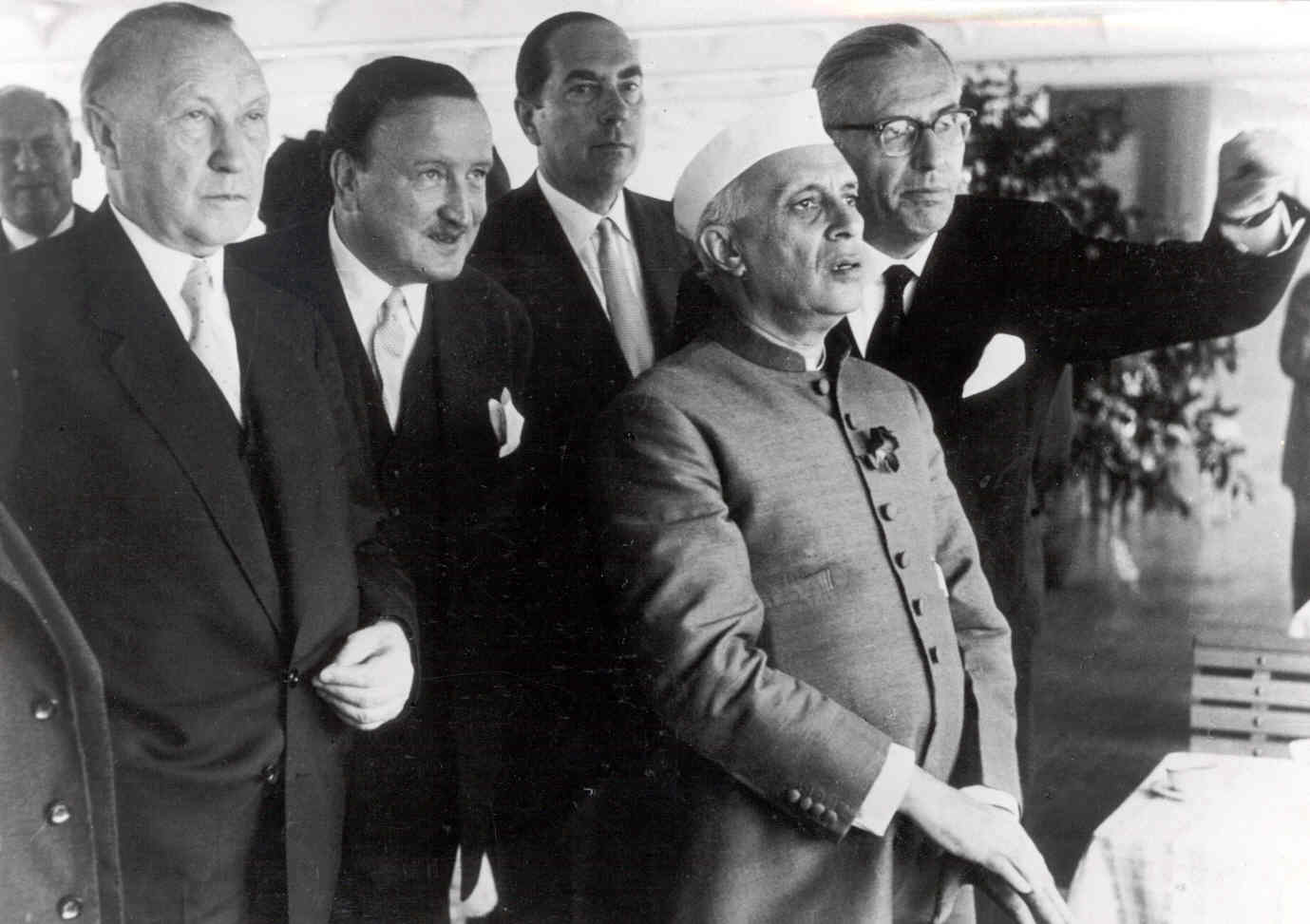
インドのジャワハルラール・ネルー首相訪独時のコンラート・アデナウアーとヘルマン・ヨーゼフ・アプス

ミヒャエル・シュパンゲンベルガーによると、「社会的市場経済の内容は『ライン型資本主義』の概念で国際化する」ことができる。フランス、ベルギー、オランダ、スイスなどのライン川近隣諸国、北欧諸国、そして日本で発生した「コーポラティズム」や「調整型」市場経済は、アングロサクソン系の経済秩序とは異なっているとして、1991年にミッシェル・アルベールは、「ライン型資本主義」という概念を導入し、社会的市場経済もこのライン型資本主義に分類されるものであると主張した。ゲルハルト・ヴィルケは、社会的市場経済もライン資本主義も、中程度の規制が行われる傾向のある資本主義モデルであるという点で共通しているとした。彼によれば、それとは別に、自由な市場経済であまり規制を行わない資本主義モデルと、極めて強く規制・統制を行う経済がある。そして社会的市場経済のモデルは、この点で最も高い効率性、豊かさ、生活クオリティをもつと結論づけた。ヘルベルト・ギーアシュは、社会的市場経済あるいはライン型資本主義は「コミュニタリアニズムの気配」がすると陰口をたたき、コンラート・アデナウアーやヘルマン・ヨーゼフ・アプスの人間性はそれを象徴しているとした。これとは対照的に彼はエアハルトやオイケン、ハイエクを「純粋資本主義」あるいは「新自由主義市場経済」と同一視した。マンフレート・G・シュミットも、ドイツの経済秩序には市場経済からはかけ離れた傾向があるとした。特に国家の歳出割合は中間程度、経済規制の度合いも中間程度であり、本来の社会的市場経済の理想からは遠ざかっている。かなりの識者たちが、「社会的市場経済」の名称に充分には満足していないし、ドイツの経済秩序を表す概念としては「組織的」資本主義、「ドイツ型」資本主義、「ライン型資本主義」のほうが好まれることになっている。

## 概念
「社会的市場経済」が目指しているのは、自由市場経済のメリットを福祉国家と結びつけることである。その基本要素は、市場での自由な価格形成、生産手段の私的所有権、利潤追求にあり、その法的枠組みは、経済的自由権、消費者権利、契約自由の原則、職業の自由、結社の自由などの個人の自由権を保証しなければならない。さらに、国家の競争力向上政策を推進し、独占市場権を可能な限り排除しなければならない。その根本思想は、市場経済は国家の厳格な経済秩序政策によって競争する場合にのみ、さらに富を増大させ、調整することができるという点にある。国家は、もしその必要性があると一般的に考えられるようになったのなら、経済に積極的に関与して、市場を補完し、修正しなければならない（例えば社会福祉政策、景気刺激策、労働市場政策）。しかし、市場を社会福祉政策的に修正することができるのは、経済の競争能力を侵害せず、市民の自己責任と主導権を麻痺させない場合に限られている。とはいえ、その具体的な線引きは決まっていない。「（経済に直接介入する）裁量的経済政策という特例をだすために必要な市場整合性の基準は、個々の場合にはまだ議論が必要である」。ミュラー＝アルマックは社会的市場経済の創始者として挙げられているが、エアハルトの功績は、戦後西ドイツの状況のなかで社会的市場経済を経済政策に置き換えた点にある。

### 初期
関連する書籍のなかでは多くの場合、ミュラー＝アルマックは、社会的市場経済の概念を体系的に展開した創始者であると見なされている。彼の概念を継承したのは、1953年から連邦経済省に勤務していたオットー・シュレヒト、1959年から1974年まで経済省に勤務していたハンス＝ルドルフ・ペータースである。シュレヒトの見解によると、ミュラー＝アルマックは、オルド自由主義者とルートヴィヒ・エアハルトの世界を広げ、補完した。ペータースによると、エアハルトとミュラー＝アルマックは競争力向上政策の問題について考えが一致していたが、それとは逆に、何を社会的な問題として設定するか、その射程範囲とやり方については、「極めて根本的に」意見の違いがあった。
ルートヴィヒ・エアハルトの社会的市場経済に対する理論的な貢献に関して、おそらく議論の余地があるのは、戦後秩序の形成について記述した著書『戦費調達と債務の国債化』（1944）であろう。もちろん、フォルカー・ヘンチェルの説明は、たんに概略的であるに過ぎないと評価されていて、それゆえヴォルフガング・ベンツやベルンハルト・レフラーなどが論じているように、エアハルトの貢献は否定されている。さらにこの点で議論されているのは、エアハルトは、（ミュラー＝アルマックとは違って）社会的な要求を顧みずに、純粋な市場経済を擁護していたのではないかということである。
ゲーロ・ターレマン（Gero Thalemann）は、エアハルトの思考方法は、社会的市場経済の本来の考え方にあらゆる点で一致していなかったと主張している。

### アルフレート・ミュラー＝アルマック

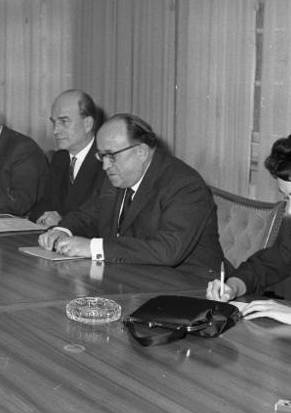
ミュラー＝アルマック（真ん中）：1961年

社会的市場経済の創始者とされているミュラー＝アルマックは、1952年から連邦経済省の政策立案部門の局長となり、1958年からはルートヴィヒ・エアハルトの同志として国務長官となった。彼は社会的市場経済の概念形成に影響を与えたのみならず、それを体系的に発展させたものの、その根本指針を意図的に完成させなかった。というのも、その枠組みを変更でき、経済システムがそれについて動的に対応できるようにしておかなければならないと考えていたからだ。「我々の理論は抽象的です。だから、皆さんに開かれながら具体化していき、それを実行するのは街頭で皆さんに納得してもらえたときだけです」。社会的市場経済の体系的な理論が出されず、そのときどきの状況から目標設定がなされたのはこのためである。ミュラー＝アルマックの試みがこのように漸次的で妥協的な基本構造を持っていたことで、しだいにオルド自由主義理論との対立は避けられないものとなっていた。
ミュラー＝アルマックは、キリスト教社会論とヴィクセル経済理論に影響を受けて、市場経済の結果に対する国家の影響力行使という理念を最も明確に支持した。彼にとって社会的市場経済とは、経済的自由主義や計画経済とは異なる第3の経済形態であった。「『社会的市場経済』についてお話しして、これが第3の経済政策のかたちであることを明確にしたいと思います。市場経済は、未来の経済秩序を考えれば必要な枠組みであるように思えますが、ただしそれは放任的な自由主義市場経済ではなくて、自覚的にコントロールする、つまり社会的にコントロールする市場経済であるべきでしょう」。このことを彼は「社会保障と経済的自由とは相反する目標設定であるが、それをひとつの新しいやり方で融和する」ことであるとも理解していた。社会的市場経済の方針とは、「市場での自由の原理と社会的融和の原理とを結びつける」ことであった。それは「公正、自由、経済成長の理念それぞれのあいだで理性的なバランスを取る」ことを試みる平和神学的な公式であると彼は考えていた。
カール・ゲオルク・ジンによれば、ミュラー＝アルマックは、秩序ある自由主義を求めるオイケンの学説よりも、ヴィルヘルム・レプケとアレクサンダー・リュストーの学説に近い。だから彼は「社会福祉政策と国家の景気政策と構造政策にオイケンよりも大きな重点をおいたのである。ヴァルター・オイケンにとって社会福祉政策は、せいぜい極端な苦境に対する最小措置として必要になるにすぎず、景気政策にはほとんど不要であるどころか、有害なものであった。なぜなら、彼の秩序理論のなかで考えられているように、理念上の市場経済は、循環的な好景気・不景気を示すことなどないからである。オイケンは、歴史学派の 代表者たちに対して、あらゆる具体的な経済状況は、一回限りの性質（Natur）に属すると認めた。それにもかかわらず、彼は可能な限り、一般的に妥当する 法則性を経済領域において確認することを支持した。なぜなら、現実はいつでも、経済的行為のいくつかの根本要素がひとつにミックスされることで存在してい るからであり、この混合において一回限りであるからである。
以下の表では、ヨセフ・シュミットの研究を参考にして、オルド自由主義とミュラー＝アルマックの考えを比較した。
| オルド自由主義（オイケン）                               | 社会的市場経済（ミュラー＝アルマック）                                       |
| -------------------------------------------------------- | ---------------------------------------------------------------------------- |
| 純粋な秩序政策                                           | 秩序政策と裁量的経済政策                                                     |
| 質的経済政策                                             | 質的かつ量的経済政策                                                         |
| 明確な理論枠組みによる厳密に科学的構想                   | 実務的な評価、柔軟な理論設定、個別的な決定                                   |
| 全ての問題解決を秩序保持の観点から演繹                   | 社会的融和を創出したり市場を調整するための国家介入                           |
| 「正しい」経済政策であれば社会福祉政策の必要性はなくなる | 経済政策と社会福祉政策は異なる領域、「自由」と「（社会）保障」の均衡を目指す |
| 統計的構想                                               | 恒常的な成長の継続、新しい状況への適合                                       |

ミュラー＝アルマックは、「市場整合性の原理」が守られているのであれば、国家が「社会的介入」を行うことを支持していた。つまり、「市場そのものを壊すような介入をせずに、社会の目的を保護する」政治的措置を取るということだ。インゴ・ピースによれば、政府がしてはならないことは何なのかは極めて精確に提示できるものなのである。しかし、実証的な観点から見ると、このような原理は、政治介入を促すことができるだけであり、その応用の度合を導きだすものではない。ハイコー・ケルナー(Heiko Körner)は、ミュラー＝アルマックが「『市場に順じた社会福祉政策』の原理と要素についての具体的な言及」をしたわけではなく、経済効率性と社会的公正とのあいだの緊張関係のなかで「このような『意味の定まらない指針』を解釈する人たちは、自分の関心と政治的優先に応じてその比重」を置くことができるのである。それにもかかわらず、「理論的」には「市場のルールと矛盾しないでも」極めて厳密な所得再分配が可能であるとミュラー＝アルマックは考えていた。
1950年代終わりにミュラー＝アルマックが、社会的市場経済の第二の社会政治的な段階について説明したとき、彼は教育や医療などの公共財、都市計画、エネルギー、環境問題などに関して、社会福祉政策の拡張を考えていた。1975年、彼は民主社会主義の台頭に対する激しい批判を的確に述べた。社会的市場経済の秩序の枠組みに負担をかける介入主義、極めて多くの対策が講じられることで、市場経済の本質には反する根本的な転換が生じる。ミュラー＝アルマックはこれらの反市場経済的な規制として、労働者・従業員の経営意思決定への対等な関与（共同決定）、同様に富の再分配の要求などを挙げた。

### ルートヴィヒ・エアハルト

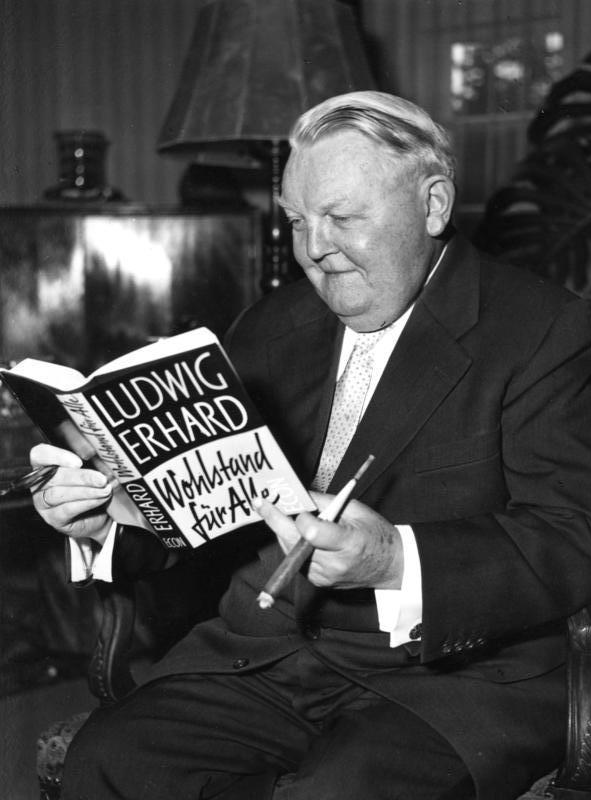
万人のための福祉を読むルートヴィヒ・エアハルト, 1957

ルートヴィヒ・エアハルトは、一般的に社会的市場経済を実行した人であると見なされており、「経済が自由になれば、そのぶん社会も自由になる」という見方を支持していた。彼にとって自由競争を保護することが、自由主義社会の国家にとって最も重要な仕事であり、社会全体を豊かにするために最適な方法であった。秩序政策的に正しく制御された市場経済においては、豊かさの増大によって、古典的な社会福祉政策の必要性はますます減るようになる。彼の目標は、市民たちが財産をもち、もはや社会保障を必要としなくなるような、脱プロレタリア化した社会というユートピアであった。エアハルトは、社会的市場経済の理論的な創始者として、自由主義市場経済的な要素に強く関わっていた。もちろん彼は、戦後の混乱した政治的状況のなかでレッテルによって作り上げていった市場経済に全体的には有利になるように利用していた。エアハルトにとって自由とは、あらゆる国家の操作や監督に対して優越しており、何よりも譲れないものである。ハンス＝ルドルフ・ペータースによれば、エアハルトは、リベラルな考えから、集団的に強制力をもった保障には懐疑的であった。社会は、「社会的・経済的・金融政策的措置によって制約を設けるか、規制」しなければならないという。民族資本主義という考えによって、彼は自由で平等な社会を創りだそうとした。資産形成について彼は次のように述べている。「もし近代技術の拡大による生産手段の集中化が不可避であるのなら、これに対して意識的・積極的な意思を広めなければならないが、しかし国民経済の生産資本をそのまま共有することには反対しなければならない」。民族資本主義を実行に移す試みがいくつかなされたが、しかしたいした効果はなかった。1957年以降、社会的市場経済は、独自の社会福祉国家であり、市場経済に対する民族資本主義であると再解釈され、それによって中道を行くために必要な合意となった。
エアハルトにとって重要だったのは、貨幣価値の安定、とくに、独立した中央銀行であり、社会的市場経済は、一貫して価格水準安定性を図る政策がなければ考えられないものだった。このような政策が保証されるのは、ある住民集団が他の住民集団の負担になりながらも私腹を肥やすことがない限りにおいてである。生産資本の効果的な投入を保証するのに必要なのは、私的所有権の権利だけでなく、責任も必要である。生産資本の所有者は、利潤だけに執着するのではなく、誤った決定をした際には責任を取るべきである。労働組合が（経営に関する労使双方の）共同決定制度による「経済の新秩序」（1949年ミュンヘン基本綱領）を要求していたとき、エアハルトは、「共同決定（Mitbestimmung）」は計画経済のものであり、「協力（Mitwirkung）」は自由市場経済のものであると線引した。この時代に共同決定制度は、労働組合からも連合国からも要求されており、これを巡って労働組合と戦っていたアデナウアーは、このエアハルトの発言のあと即座に電信をうち、「被雇用者の共同決定権の問題について公に立場を決めないよう」に要請した。
クルト・H・ビーデンコプフの見解によると、実際には、すでに大連立政権時代に、エアハルトとは異なる方向で政策が進められたのであり、エアハルトが主張した国家の制限は、政治的には実現しなかった。1974年、ルートヴィヒ・エアハルトは、社会的市場経済の時代はとっくの昔に終わったのであり、いまの政治は自分が考える自由と自己責任からは遠ざかっていってしまったと考えた。

### 理論的基礎
「社会的市場経済」の考え方は、1930年代と40年代の経済学者たちの影響で出来上がったものであるが、この考えは、とくに今日ではいろいろと解釈される「ネオリベラリズム」をも含んでいる。とくにフライブルク学派（参照：オルド自由主義）からの影響は大きかったが、しかしそれとは異なって、例えば景気刺激策では段階的な政治的影響力を行使する点や、社会福祉政策をかなり強く強調する点でプラグマティズムの影響を大きく受けていた。
社会的市場経済は、他にもカトリックの社会規範あるいはもっと広く言えばキリスト教社会倫理からの影響も受けていると見なされることがあり、この点は例えばミュラー＝アルマックやレプケ、リュストーから確認することができる。間接的にだが「オルド自由主義がもつ潜在的なプロテスタントの思考パターン」からの影響もあるとされている。フライブルク学派の研究からの影響もあり、そこにはエルヴィン・フォン・ベッケラート、ヴァルター・オイケン、フランツ・ベーム、他にも告白教会の信者、例えばヘルムート・ティーリッケ、場合によってはディートリヒ・ボンヘッファーなどが参加していた。
議論されているのは、フランツ・オッペンハイマーの「リベラル社会主義」から影響を受けたと考えていいのかどうかである。エアハルトは、フランクフルトで勉強した際にはオッペンハイマーの指導を受けて彼から強い影響を受けていた。

#### ヴァルター・オイケン
「社会的市場経済」の極めて重要な先駆者は、ヴァルター・オイケンとされている。彼はすでに1942年に、自由放任主義や夜警国家論、計画経済とも異なるかたちでの経済秩序の全体的な転換を要求していた。
オイケンは競争の進展を妨げないことで自由と効率性とを保証する秩序の根本原理を発展させた。彼にとってその諸原理とは、機能的な価格システムであり、通貨政策の優先、市場への自由なアクセス、生産手段の私的所有権、契約の自由、経済政策の不変性と責任原則であった。それに向けて政治は、それらの諸原理が緊密に連携しているかどうか、経済秩序と他の生活領域とが相互に依存しているかどうかに注意しなければならない。
オイケンによれば、競争秩序を機能的にとどめておくには不充分な領域がある。非効率な独占的地位、所得分布、労働市場、環境問題などである。ここで挙げられた4つの領域は、オイケンが創りだした規制原理と一致するものであるが、この規制を実行するには、個別的な経済政策では不可能であり、それには経済憲法の原則に従っていなければならない。
オイケンは、社会問題について、さらなる議論を呼び起こした。オイケンにとって、自由と社会保障・社会的公正とは相反する目標ではない。なぜなら、自由は社会保障と社会的公正に必要な土台であるからだ。正しく理解された「社会福祉政策」は、ひとつの秩序政策のなかで融け合う。国家が動く前に、政治はみんながそれぞれ自分自身を保護できるようにしておかなければならない。カルテル庁は「非効率な独占的地位」を規制しなければならない。競争から生まれた「所得分布」は、例えば累進課税によって収入の低い家庭に有利なように修正されなければならない。最低限度の生活以下の賃金しかもらえない場合や失業した場合には、「労働市場」での政治介入する必要性が生じることもある。もちろん、このような問題は需要面と供給面での最適化によって解決されるかもしれないが、オイケンは最低賃金も支持した。彼によれば労働市場を支配し、それによって競争を制限するような雇用者を無力化する必要がある。しかし労働組合は、不平等な労働者と企業の市場での立ち位置を是正するという重要な役割を持っている。「環境政策」では、外部効果を制限するために、国家介入は必要と考えている。
オイケンによれば国家にとって最も重要な経済政策は、独占、カルテルなど不当な市場の支配によって、市場での権力の一極集中を防ぐことであり、まさにそれゆえに国家の独占的権力もまた問題であった。

#### ヴィルヘルム・レプケとアレクサンダー・リュストー
社会学の影響を受けた新自由主義の代表者たちは、機能的な競争を保証するだけでなくて、社会的・社会福祉政策的な目的も追求するべきであると主張している。ゲーロ・ターレマンによれば、彼らの考える国家の義務とは、積極的に、しかし市場に適応するかたちで、市場経済に介入することである。
レプケとリュストーが主張するところでは、市場経済は倫理的・道徳的な条件にないのなら、存在し続けることはできない。そしてこの倫理・道徳は市場それ自体が作ることはできない。レプケがここで挙げているのは、誠実さ、フェアネス、節度などであり、これらは人間的な社会や家族のなかで伝えられる。
活力政治（Vitalpolitik）という考えを作ったのは、リュストーとレプケである。その中心的な考えは、市場には、生活に役立つような方向性へと、あらかじめ設定しなければならないということである。そのような方向性は、自由市場の自動的な結果としてあるわけではないだろうが、正当な市場の倫理的前提である。ミュラー＝アルマックは、1960年代に活力政治の領域での遅れを取り戻す必要があることを確証していた。

#### 他の影響

##### オーストリア学派との関係
ゲルハルト・シュターペルフェルトによると、ミュラー＝アルマックは、オイケン、ハイエク、つまりオーストリア限界効用理論学派、オルド自由主義などの様々な新自由主義に影響を受けており、またインゴ・ピースによるとアルマックはルートヴィヒ・フォン・ミーゼスとフリードリヒ・ハイエクからも影響を受けていた。クリスチャン・ヴァトリンによると、「アルフレート・ミュラー＝アルマックは、アレクサンダー・リュストーの『自由経済－－強い国家』（1933年）を再考しながら自分の考えを展開した。同時に、フライブルク学派（ヴァルター・オイケン、アドルフ・ランペ、コンスタンティン・フォン・ディーツェ）の研究、レプケの「現在の社会的危機」（1943年）、ミーゼスの介入主義批判（1929年）、しかしハイエクの『隷属への道』（1945年）についても考察している。まさに社会的市場経済の出発点についての考察には、ハイエクの理念との共通点が過小評価されている。エアハルトは、ある誕生日での賛辞で、「ヴァルター・オイケン、フランツ・ベーム、ヴィルヘルム・レプケ、アレクサンダー・リュストー、F・A・フォン・ハイエク、アルフレート・ミュラー＝アルマック、そして同じように考えて議論した人びと、こういう人たちがいなければ」、自分は社会的市場経済の土台を作ることに殆ど貢献できなかっただろうと述べている。エアハルトの伝記を書いたクリストフ・ホイスゲンは、エアハルトの理念と行為を導いた精神的源泉は、代表的な新自由主義であるハイエクとレプケとオイケンの3人であったと評価している。
古典的な自由主義者であるミーゼスやハイエクの理論は、（歴史的な意味で）オイケンやリュストー、レプケの新自由主義とは相容れないものであると、カトリン・マイヤー＝ルストは結論づけている。リュストーがレプケに当てた手紙を参照のなかで、古典的自由主義者に対して「極めてた多くの人が非難するだろう。彼らには迷走していて、古臭く、使いふるしであるという評判が当然ながらつきまとっていて、私たちはこの点ではそれとは違った考え方を持っているのに、私たちもその評判で汚されてしまっている。ひどく時代遅れだが、彼らにしっぽを振って言いなりになるやつはいないだろう。当然のことだ」。ハイエクと「彼の師匠であるミーゼスは、現在の悲劇を引き起こして消えつつある自由主義ジャンルのうちで、最後に生き残った標本としてアルコール漬けにされて博物館に置かれて当然である」。ジビュレ・テンニースもその不一致を見ている。ゲーロ・ターレマンによれば、ミュラー＝アルマックは、市場経済はそれ自体で社会的公正を保証することができないと考えていたので、ハイエクの考え方とは相容れないものである。ハイエクは、貧富の差をなくす政治は法治国家を壊すという見解を持っている。ウィルガ・フェステによれば、ハイエクは所得配分の結果に対して平等であるべきとする考え（例えば平等な所得配分の要求）を断固として拒絶したが、これに対して社会的市場経済の先駆者たちは、格差問題に対して明確に社会的公正を持ちだし、それを交換の公正と結びつけた。ヨアヒム・シュターバティによれば、ハイエクと社会的市場経済の秩序政策的な違いは、すさまじい対立がありそうに思えるが、それほど深刻なものではない。その違いは、まず所得の再分配が必要かどうかという点から始まっている。例えば、オイケンが述べるところでは、「収入の格差が引きおこすのは次の点である。すなわち、収入の低い家庭が切迫した貧苦のためにもっと満足を要求しているというのに、贅沢品の生産が行われる。このとき競争秩序のなかで生じる分配には修正が必要になるのである」。それに対してハイエクにとって重要だったのは、競争が進んだ結果の不平等を是正することではなくて、集合責任である。政治的に必要だという判断の規模は、繁栄する社会では正当にも物理的な最低限の生活を保証するかどうかを超えている。ミーゼスとハイエクをめぐってオーストリア学派の考えと異なっているのは、諸個人の競争とは、発見のやり方（Entdeckungsverfahren）であり、それを国家の条件設定よりも信頼しているという点である。その際に秩序のスケールとして国家は重要な役割をもつ。
ハイエクは、ルートヴィヒ・エアハルトが「ドイツでの自由な社会を再建」したという点での業績には明白な共感を示していたが、しかしオイケンやミュラー＝アルマックのような社会的市場経済の先駆者や、レプケとリュストーとの論争では全く共感を見せなかった。マルティン・ノーンホフ、アラン・O・エーベンシュタイン、ラルフ・プタック、ラインハルト・ツィントル、西山千明、クルト・R・ロイベなどは、ハイエクが社会的市場経済を口にするのを遺憾に思っていたという発言を引用している。ハイエクの友人は社会的市場経済という言葉を使うことで、自由主義的な社会秩序をもっと魅力的に見せることに成功したにもかかわらずである。ノーンホフによれば、ハイエクが主張した秩序とは、できるだけ国家の管理や方針がなくて成立する内発的な経済秩序であった。それに対して、オスヴァルト・フォン・ネル＝ブロイニングは、「『社会的市場経済』を支持することで、経済を管理することが可能であるし必要だという主張が生じてきた」と強調していた。そこから「社会的市場経済の先駆者たちのグループは」、思想史的な脈絡においても、たんに不和の軋轢の種だっただけでなく、その本当の意味を探せなくなるようなひどい矛盾があった。オットー・シュレヒトによれば、ハイエクは、国家があらゆる経済システムと社会システムに重要な役割を果たすことを否定していたわけではなかった。もちろん、ハイエクが否定していたのは、もし社会的市場経済というのがありえるのなら、それは市場経済ではないということだ。ラルフ・プタックによれば、ハイエクが「社会的市場経済」という名称に対して批判したからといって、それはオルド自由主義を否定していると考えるべきではなく、むしろハイエクが問題にしていたのは、社会的市場経済という言葉を用いることが福祉国家の肥大化に繋がりかねないということであった。ヨセフ・ドレクセルによると、ハイエクは福祉国家と社会的市場経済も、相反する目的のごたまぜ状態にあると考えていた。社会的市場経済という社会福祉国家は、ハイエクの内発的秩序という考え方とは根本的に違っている。経済行為の結果を社会的なものとして評価することはできず、それゆえ社会福祉国家的政策によって前もって決めてはならない。ルートヴィヒ・エアハルトにとって、「人道的な責任を作りあげ、個人の成果を弱める社会福祉国家ほど非社会的なものはない」。ハラルド・ユングの見解によれば、しかしいずれにせよハイエクのいう意味での規範的な目標としての社会的公正を拒否するために、（ミュラー＝アルマックによる）社会的市場経済という考え方が要求されることはありえない。
ヨアヒム・シュターバティの個人的な記憶によると、ケルンでゼミナールがあった際に、ミュラー＝アルマックとハイエクは、「腕を組み合って」社会的市場経済という全ての政党が背負っている「社会福祉政策的な重荷」を批判していた。このことからシュターバティは、「一方でミュラー＝アルマック、ルートヴィヒ・エアハルト、ヴァルター・オイケン、アレクサンダー・リュストー、フランツ・ベーム、他方でフリードリヒ・フォン・ハイエク」、両者には秩序政策に関して違いがあるようにみえるが、「しかしこの政策論争で我々が思うほどには深刻なものではなかった」。
フリードリヒ・キースリンクとベルンハルト・リーガーは、モンペルラン・ソサイエティーでも明らかになったように、二つの派閥のあいだにますます溝が深まったと指摘した。ハイエクやミーゼス、フリードマンなどのラディカル化しているアメリカ派閥は、「形容詞のない（adjektivlos）」、国家介入をしない市場経済を支持したのに対して、とくにリュストー、レプケ、ミュラー＝アルマックに代表されるドイツ派閥は社会的市場経済を支持し、包括的な社会福祉政策、活力政治、社会福祉政策という面での国家の積極的な介入を肯定した。彼らは、アメリカ派が新自由主義の本来の目的を裏切っており、道徳的に「停滞した、むきだしの経済主義」であると避難した。

##### 社会主義との関係
自由主義的社会主義者のフランツ・オッペンハイマーは、社会的市場経済の先駆者のひとりと見なされている。彼らの学派には、社会的市場経済の父であるルートヴィヒ・エアハルトとヴァルター・オイケンも所属しており、他にもフランツ・ベームとアレクサンダー・リュストーがいた。オッペンハイマーとは違って、ルートヴィヒ・エアハルトは、私有財産のない経済を考えることはなかったものの、「社会的自由主義」や、競争、社会的責任、カルテルと独占に対する抵抗、貿易障壁の解体、資金・資本の自由な移動、統一ヨーロッパ構想（「自由と平等のヨーロッパ」）、このようなエアハルトの考えにはオッペンハイマーの影響が見られる。エアハルトが言うには、「自由主義的社会主義」から「社会的自由主義」へと重要性が変わった。エアハルトは1964年の記念講演で次のように説明している。「本当に深く印象に残っていて、私にとって忘れることのできないものがあります。それは我々の時代の社会福祉政策的問題との論争であります。彼（訳注：オッペンハイマー）は『資本主義』というものは、不平等を導き、不平等を固定する原理であると思っていました[...]。別の面では、彼は共産主義を嫌っていました。なぜならそれは不可避的に不自由をもたらすからです。ひとつの方法があるに違いない、第三の道となって、そのふたつをうまく統合し、その矛盾からの逃げ道が。私は、たいていは彼の指摘に合うよう、センチメンタルではなくて現実的な方法を社会的市場経済のなかで示そうとしたのです」。フォルカー・ヘンチェルによれば、自由主義的社会主義と社会的市場経済とは、「その思想的な由来からして根本的に異なったものであり、エアハルトの経済政策的構想からは仲裁されることはなかった」。ベルンハルト・フォクトは、オッペンハイマーが社会的市場経済の先駆者としておそらく最も重要であると見ている。
ヴェルナー・アーベルスハウザーによれば、ミュラー＝アルマックは、エアハルトとは違って、市場経済は社会福祉政策あるいは社会主義的経済政策と結びつくものであると考えていた。ラルフ・プタックは、そこには社会主義との明白な違いがあると見ている。「社会福祉国家の途切れることのない可変的性質という従来の新自由主義の命題が関心を呼ぶようになったこと、社会主義に対する攻撃的な敵意が生じたこと、再び秩序政策的な原則が重要視されるようになったこと、こうしたことによって、社会的市場経済は概念的には本来の新自由主義的な方向に向かっていった。西欧社会民主主義とユーロコミュニズムが形成されるなかで、社会主義に対する悪いイメージは、何よりもまず民主主義的社会主義を指すようになった」。ミュラー＝アルマックは、1947年にはまだ「社会主義はもっと自由と」結びついているべきだと考えていたが、自由主義的な社会主義には明確に距離を置くようになったが、それにもかかわらず、ゲルハルト・ヴァイサーと同様、自由主義的社会主義寄りであると見なされていた。彼の伝記によるとこのことは、「市場経済」と「社会」のセットなど効果はないとして認めなかったであろうマンチェスター自由主義に対する不信が続くなかで確立された考えであった。まだ1955年には、このような概念的な問題が存続していたため、ミュラー＝アルマックは、ヴァイサーとは明確に距離をおく必要があると考えるようになった。「社会的市場経済は、何よりもまず市場経済の一形態であり、それゆえ自由主義的社会主義、経済的自由を制限するような制度とは混同してはならない。そこには大きな違いがある」。

### この概念をめぐる議論
ハンス＝ルドルフ・ペータースは次のように批判している。「社会的市場経済の概念は、定義がはっきりせず、社会的な部分で意味があいまいであるために、選挙のために社会福祉政策を乱用し、票集めに走るといった事態を招いている。そこから徐々に市場経済の土台を破壊するような社会主義化が生じることもありうる」。ルートヴィヒ・エアハルトは、「度を越した社会福祉国家の危険性」を早くから明確に知っていた。つまり、「社会的市場経済」という大衆受けする政治スローガンを使わないようにすれば、「きっともっと透明性を高める」ことになるだろうということである。
ハインツ・グローセケットラーは次のような見解を持っている。社会的市場経済という表現はしばしば再分配の要素が強い市場経済であると考えられている。しかしその理論を創設した人びとはそのようには考えていなかった。
ラルフ・プタックは次のように述べている。ミュラー＝アルマックへの攻撃は、「ドイツ・ネオリベラリズムの実際の戦略的ジレンマ」を覆い隠しているだけである。つまり「一方では、戦後の並外れた経済成長は、社会的市場経済の結果として作りだされたものとされた。この経済成長は、その後に『新』自由主義の根本との解釈されている。しかし他方で、ドイツの事実上の発展が、社会福祉国家という不景気の始まりであるに向かう運命にもあったと言える。社会的市場経済が妥協ばかりしていて一貫した秩序政策をとらないからである」。「しかし、実際には、ミュラー＝アルマックと、彼に依拠した経済政策は、この二つの極のあいだで揺れ動いてきた」。
フリードヘルム・ヘングスバッハによると、社会的市場経済の「市場原理主義的な観点」は、「完全競争市場を理念型的に構築したもの」であるということだ。神の見えざる手、流動的な価格の信号機、独立した消費者と市場の合理的な決定、このような幻想は、発見手続きとしての競争という考えのもとで作られ、読者を喜ばせた。しかしこのような考え方は、実証的な研究ではなく、先験的な仮定から推論されたものであって、つまり純粋な構築物である。社会的市場経済の概念は「政治的闘争の常套句」へと退化していくことも避けられなかった。ヘングススバッハは、このような政治的敵対者と戦うために、これまで培われてきた様々な考えのうちの良い所をつまみ食いする「新社会的市場経済」という政策提案も紹介している。

## ドイツの経済秩序としての社会的市場経済

### 一般的にできあがったメルクマール

#### 流動性と連続性
社会的市場経済は、アーベルスハウザーによると、経済秩序として流動性があるにかかわらず、3つの特徴があるという。
- 他の経済秩序よりも、市場と国家の共生を目指している。競争を機能化し、社会に役立つものにするためである。
- 生産的な秩序政策の戦略を支持している。対外国際経済だけではなく、インフラ政策、地域振興、職業教育や専門教育も非物質的だが重要な生産要因であるから、国家の責務である。しかし、国家の仕事が増えても、それが国家財政を増大させないようにすることもチェックされている（国家支出の割合は、社会保障を除けば、第一次世界大戦以降、20～25％に安定している）。
- 生産のために社会システムが必要とするものだけに限定している。

#### ソーシャルパートナーシップ
社会的市場経済の社会的・温厚的な特徴を示す典型として、ソーシャルパートナーシップという理念が見られる。これは1950年代のオルド自由主義者においても、キリスト教社会論においても同様に見られるものであり、のちに様々な法律で実現された。この理念は、社会的市場経済の本質的な要素であるとも見られている。
それに対してルートヴィヒ・エアハルトは、「いわゆるソーシャルパートナー」を何度も批判していた。国民総生産の分配に奔走することで、公益を損ねると考えていたからである。ティム・シャネツキーの見解によると、エアハルトは、国家を公益の保護者として過大に評価しており、「集団エゴ（Gruppenegoismen）」に対して不信を持っていた。
ヴァイマル共和制時代に存在していた賃金の自律性と企業の（経営に関する労使双方の）共同決定に関する法律は、1933年ナチスによって廃止となった。戦後英米バイゾーンの行政が、賃金契約法によって賃金の自律性を再確立した。コンラート・アデナウアーはこれを引き継ぎ、1949年9月20日の所信表明演説で、社会的市場経済は、雇用者と被雇用者の法的関係を新しく時代に合ったかたちで作ることで実現されなければならないと述べた。
さらに1952年10月11日に経営組織法が成立した。これは人事・経済・社会福祉の問題における被雇用者側代表の共同決定を定めたものである。社会民主党は、1972年に経営組織法を改正、1976年に共同決定法を制定し、さらに規制を強めた。
当初労働組合は、社会的市場経済に反対しようとしており、別の経済秩序を求めていた。しかし、共同決定が可能になったため、労働組合は経済政策を結びつけることに成功した。それとは逆に労働組合は、ソーシャルパートナーシップということで、社会的市場経済の安定化に協力した。病気の場合の賃金支払い継続、解雇時に退職金支払いや経営合理化の義務化を定める「社会計画（Sozialplan）」、共同決定法の拡大、最低賃金制の導入などは、社会的市場経済の人気を広く一般的に高めることになった。
労働問題担当の弁護士でジャーナリストのベルント・リュータースは、フランクフルター・アルゲマイネ紙の記事で「私の命題：社会的市場経済とソーシャルパートナーシップは対をなしている。前者がなければ後者はない」と総括している。
カール＝ハインツ・パックは、賃金の自律性と社会福祉国家は、「社会市場経済の支柱」であり、「根本的な要素」であると考えている。（経営に関する労使双方の）共同決定は、ソーシャルパートナーシップの核となるものであり、ビルガー・プリダットによれば、パートナー（労使双方）を協同的な目的へと結びつけるものである。彼はそれが「社会的市場経済を維持する」ことになるとしている。

#### ドイツ株式会社
ドイツ株式会社は1884年に発展し、ドイツの株式会社の組織的な二重構造に立脚していた。一方では業務遂行については取取締役会が担当し、他方では裁判所の決定や重要な人事問題については監査が担当するという二重構造であり、このことが戦略的なネットワークの構築を可能にした。例えば制度化されたコミュニケーティブなネットワークの構築が経済と学問が緊密に共演することによって容易になっている。銀行の代表者が監査において企業をコントロールできたことで、他方では長期間にわたる金融の安定性が、メインバンクや株主を通じて保証された。その結果として、今日でも出資者は株主価値の原理によって動くよりも、むしろ、「自分たちの」企業が資本を増大させて長期間利益を獲得しつづけるよう最適化しようとしている。

#### 他の制度
ドイツ連邦の経済秩序として社会的市場経済が一般的に制度化されるのに大きく貢献したのは、財とサービスの自由な価格形成、業務遂行の起爆剤としての利潤追求、独立した中央銀行、賃金の自律性、国家の積極的な経済政策・景気刺激策、税制、教育政策、自活することが不可能な場合に経済的な貧困を保護する社会保障などである。
国家は、経済秩序政策と経過政策のふたつによって経済政策を行う。経済秩序政策とは、市場の動きに法的・制度的な枠組みを与え、市場の失敗が起こったときにそれを修正することである。経過政策とは、魔法の四角形という意味での安定化政策であり、租税体系、国家給付、労働法や社会福祉法などによって、所得と資産の格差や機会の格差を是正している。

### 発展

#### 前史
終戦直後、住民のあいだでは、「共同体経済」がどこでも人気であった。しかしこれはアメリカによってブロックされた。社会主義的なレトリックは、「自由主義的社会主義」を目標とするSPDの綱領にも、しかしまた「キリスト教的社会主義」を標榜するCDUにも見られた。その後、市場経済vs.計画経済という極端な対立があるという印象が生まれた。実際には専門家と党の立場はほとんど同じものであった。すでに金融恐慌（1929年）以来、自由放任主義的な自由主義は、完全に信用を失っていた。しかし市場経済懐疑論も、金融恐慌を克服してからはほとんど重要視されなくなっていた。その代替案として、ドイツではすでに1930年代半ばに、改良自由主義に期限を持つ「統制された市場経済」とケインズ経済学的な「市場経済的計画経済」の中間を取ろうという動きへと狭まっていた。社会的市場経済の理念は決して戦後に起こったわけではなく、社会が学習していた結果であったが、1930年代に金融恐慌が起こると停滞していった。

#### オルド自由主義優勢の時代（1948–1966）

##### 経済政策の転換

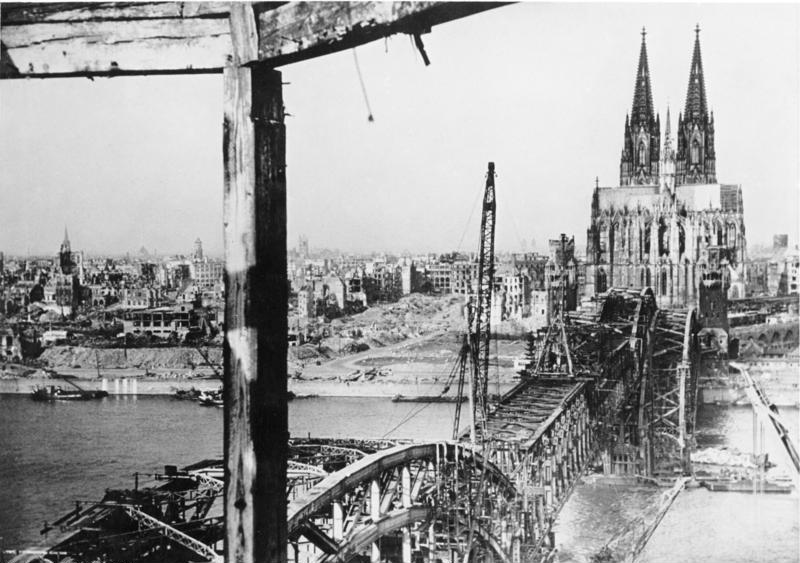
戦後、ケルン大聖堂付近のホーエンツォレルン橋の修復

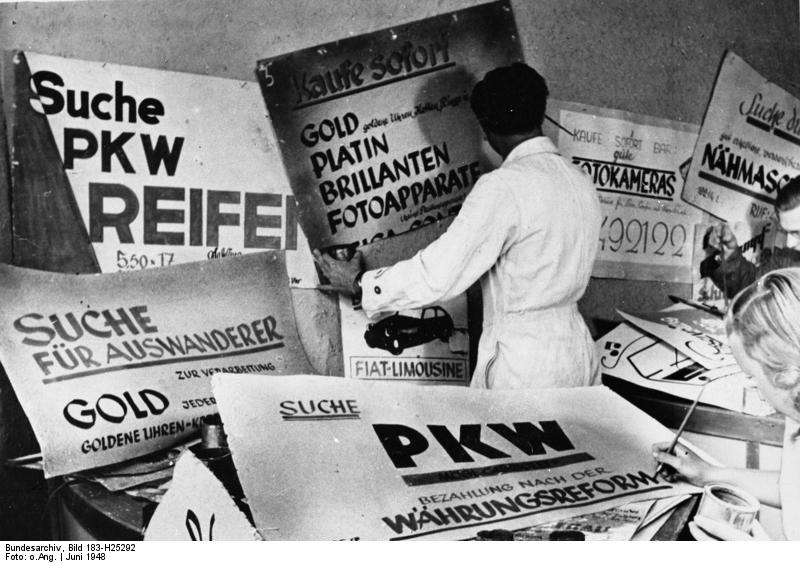
新しいポスターを見る広告印刷屋。西ドイツの経済は、通貨改革の準備をしていた

第二次大戦後の困窮時代に、戦時経済体制化で作られた経営体制がそのまま変わることなく残り続けていた。経済の計画・統制が導入されたのは、景気をまず刺激するための応急措置だったからだ。「1,000キロカロリーの時代」においては、多くの住民に食料を行き届かせるために食料統制は必要不可欠だった。居住インフラは第二次大戦と賠償によって破壊されたが、ドイツの産業自体はそこまで破壊されたわけではなかった。総固定資産は、1948年には1936年の状態にまで落ち込んでいたが、これは比較的新しい、つまり10年以内の資産のことを指していた。それに対して工業生産は1936年時の価値の半分以上少なかった。1947年、アメリカとイギリスの占領地域では、戦争で破壊された交通インフラを再建する措置がとられた。1947年秋から生産自体は高まったが、住民の生活状況は一向に改善されなかった。通貨改革が行われるという期待があり、生産品の多くをストックしてしまったからだ。1948年英米占領地域の経済局長だったエアハルトは、通貨改革との直接的な関係で、段階的に価格を自由化した。オルド自由主義者のレオンハルト・ミクシュがつくった「通貨改革及び原則法」に踏襲して、まず消費財の価格自由化、次に産業用の資材、暖房・生活用品などを自由化した。通貨統合してショーウィンドウはいっぱいになった。なぜなら、これまで貯めこんできた商品がやっと安定した貨幣と交換できるようになったからである。当時の人たちはこのことに驚き、多くの人はこの通貨統合が奇跡的経済復興の起爆剤になったと見るようになった。事実、通貨改革は必要不可欠であったものの、相対的に見れば、爆発的な経済発展はすでに1947年に始まっていたと見るべきである。（1947年1月から1948年7月までに、工業生産は1936年を基準にすると34％から57％にまで上昇していた。通貨改革から連邦政府樹立までのあいだに、工業生産は86％まで上昇した）。価格自由化は、いわゆるブレークスルー危機（Durchbruchskrise）を引き起こし、生活用品は時給があがるよりも速く高騰し、失業率は3.2％だったのが、1950年初めには12.2％にまで上昇した。社会的市場経済の社会福祉的な要素は、この時代、主にすでに存在していた社会保障のシステムから作られていた。ヘンリー・C・ウォーリッヒによれば、この社会保障は、この状況を「社会的にまだ耐えられる」ように思わせていた。労働市場での状況は、朝鮮戦争が起こった結果に世界的な経済発展が起こった流れのなかで、しだいに良くなっていった。もちろんドイツは、余分な生産力を優先的に鋼鉄生産に割り当てることで、西側諸国の防衛部隊に貢献するよう連合軍高等委員会から要求を受けた。このことはエアハルトを苦境に陥れた。連邦経済省で計画にあたる幹部たちを削減していたからだ。このような状況のなか経団連と労働組合がイニシアチブを取り、（連邦経済省と連携しながら）原料が消費産業ではなく重厚長大産業に行くように統制する仕入カルテルを作った。彼らは、エアハルトの経済政策を意識的に放置し、自分たちの影響力を高めることで統制によって生じた欠損を埋め合わせた。また、朝鮮危機がコーポラティズム経済の復活を早め、社会的市場経済の前提条件は根本的に変化した。
ドイツ連邦成立後、重要な秩序政策上の方向転換が起こった。例えば、賃金の自律性が、1949年の労働協約法によって定着したし、1952年、（社会福祉・人事の問題についての）労使の共同決定と（経営の問題についての）協力が経営組織法によって制度化された。共同決定を経済の新秩序の中核として位置づけていた労働組合と、社会的市場経済を中核として位置づけていたオルド自由主義、これら双方の考えは、西ドイツの最初の10年間は完全に対立していた。1957年の連邦銀行法は、ドイツ連邦銀行が価格水準安定化を重要課題として取り組むよう定めた。
市場独占勢力と戦い完全競争市場をつくることは、ミクシュや連邦経済省などのオルド自由主義者の中心的な課題であった。しかし競争法の最初の提案に対するドイツ産業界の抵抗は、容赦ないものであり、それはかなり成功した。この抵抗は、コンツェルンの利己心だけから起こったわけではなかった。規模の経済を考慮した厳格な競争政策によって、ドイツの経済的な一極集中化が根本的に阻止されれば、外国の巨大コンツェルンを前にしてドイツ産業の国際競争力が危険にさらされるのではないかという危惧が実際にあったためである。中小企業だけで構成される市場経済というオルド自由主義のユートピアは「ナイーブな」考えであり、ドイツの輸出力と経済成長を全体的に危うくすると考えられた。最終的に1958年、競争制限禁止法が公布され、自由競争の理想に近づけるよう連邦カルテル庁が発足された。カルテルは、原則禁止されたが、条件カルテル、割引カルテル、外国カルテル、危機カルテル、輸出カルテル、合理化カルテルは例外となった。しかしこのことはオルド自由主義の考えからは離れていた。フランツ・ベームは、オルド自由主義にとってドイツ経済秩序の中核となるはずであった領域での敗北を公に認めた。1949年、ミクシュはヴァルター・オイケンに対して次のように説明した。「我々は、今日の政府方針からは離れることを真剣に考えなければなりません。アデナウアー内閣が利権政府であるということがますます暴露されています。農業と重工業の影響は、一致しました。私たちはもうこれ以上傍観することはできません。いつの日か、それが私たちの理念であったという言われるようになるでしょう」。

##### 社会福祉政策の転換点
社会的市場経済が始まった頃には、1880年代にビスマルクが作り、その後様々なかたちで拡充されてきた社会保障システムが残っていた。15％の社会福祉配当は、ヨーロッパ諸国において先進的であった。社会的市場経済が社会福祉の次元で現れてくるのに決定的だったのは、年金改革の問題であった。積立方式の法定年金保険の価値は、ハイパーインフレと目立たぬ戦費調達によってさらに減少していた。年金生活者の生活を保証するためには、年金保険には新しい基盤を導入する必要があった。議論の対象となったのは、国民資本主義、英国・北欧型の福祉国家への転換、ビスマルク社会保険の効率化であった。
エアハルトの考えでは、正しい市場経済は『万人のための福祉』を約束し、いわゆる「国民資本主義」によって、広範囲な資産形成が支援されるのだという。これが目標としていたのは、社会保障をこれ以上必要としないほどの財産を市民たちから成る脱プロレタリア化した社会というユートピアであった。ルッツ・ライザリングとヴェルナー・アーベルスハウザーによると、エアハルトが発展させた民族資本主義という考えは、ビスマルク型社会福祉国家に対抗する考えであった。この見方に対して、ハンス・ギュンター・ホッケルツによれば、エアハルトは年金改革を完全に否定したわけではなかった。確かに、年金と協定賃金とを結びつけることに反対したが、しかし一貫して、年金水準が向上することと、生産性が高まるのに合わせて年金があることを支持していた。これに対して、マーク・ハンスマンは、エアハルトが年金改革に対して「激しい抵抗」を行ったと見ている。ミヒャエル・ゲーラ―によると、エアハルトは、加入義務のある個人保険を好んでいた。しかし「国民株」などで資産を得ようとする努力では、現実的に国民資本主義を促進することはできなかった。ヴィリー・ブラントは、1974年に次のように記している。「ルートヴィヒ・エアハルトが熱烈に好んだ『国民資本主義』は、夢に過ぎなかった。『国民株』は、成功した試みとして社会史に記録されることはないだろう」。
国民資本主義のデメリットとして、市場メカニズムから所得と資産の格差が生じる欠点がマイナス材料となっていた。すでに1950年代、所得と資産の格差が生じる傾向が明らかになっていたからである。資産政策的なレトリックにもかかわらず、労働者が高齢になったときの生活保証のために法定社会保険を要求することが、あらゆる他の法定年金保険の規模と収入源よりも重要であり続けており、家庭が資産形成できる規模をはるかに凌駕していた。ベヴァリッジ・モデルでの福祉国家への転換のデメリットとしては、転換コストの高さがマイナス材料となっていた。1957年の年金改革によって、ドイツのビスマルク型社会保険は、ベヴァリッジ・モデルに対しても、ルートヴィヒ・エアハルトの縮小バージョンに対しても、価値があることが認められていたことが明らかになった。年金改革によって高齢者年金は、生活手当ではなく、給料の代わりと考えられるようになった。標準年金は、被保険者の全員の平均賃金の60%（1956年次では34.5%だった）であった。年金改革によって国民は社会福祉国家を再び信頼し、社会的な安定をもたらした。1957年以降、社会的市場経済の意味は、エアハルトのいう「国民資本主義」から独自の社会福祉国家と結びついた市場経済と変化した。まずこのことによって社会的市場経済の概念は、中道の合意事項となった。

##### 奇跡的経済復興

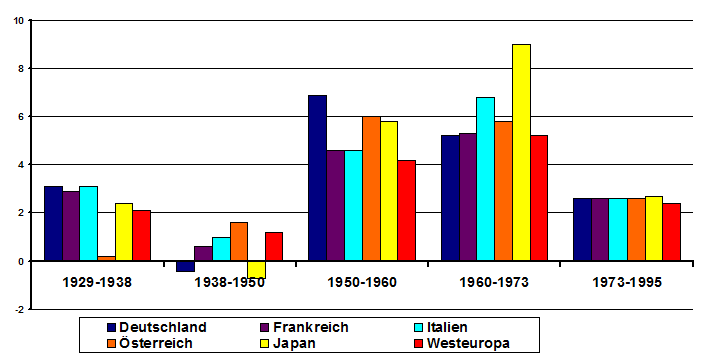
1929年から1995年の平均生産性向上：Deutschland（独）、Frankreich（仏）、Italien（伊）、Japan（日）、Westeuropa（西欧）

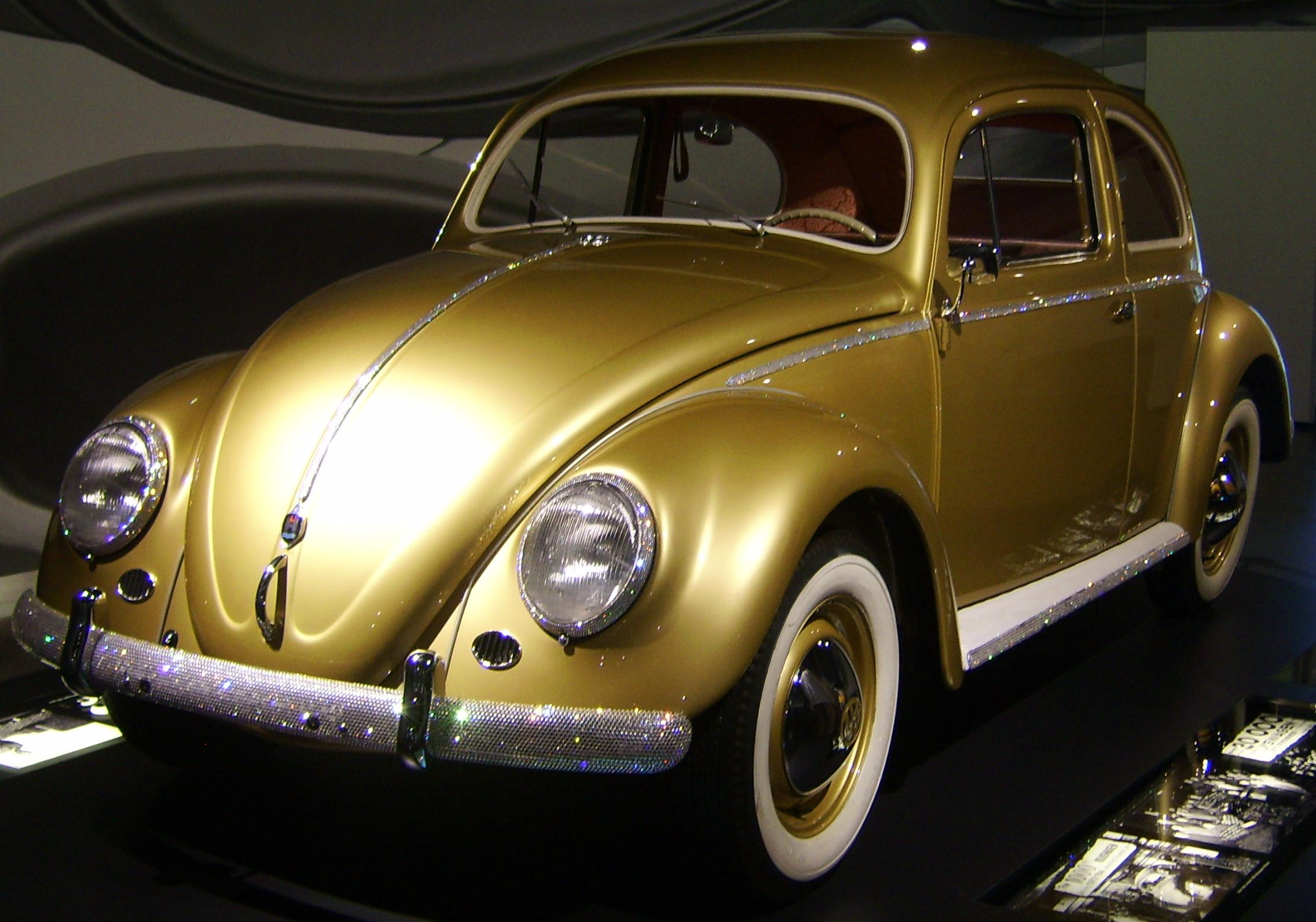
100万台目のフォルクスワーゲン・タイプ1（1955年8月5日）：戦後ドイツの主要輸出品であり、高度経済成長期のシンボルであった

戦後から第一次石油ショックまでの時代は、高度経済成長と高い所得増加の時代であった。所得水準は、西ヨーロッパとアメリカと同じであり、失業率も減少、物価は比較的安定しており、労働者の所得も上昇した。エアハルトが目標として設定した「万人のための福祉」は、より現実的に達成可能であるように思われた。「奇跡的経済復興」という言葉はよく使われているが、しかしエアハルト自身はこれを否定していた。経済成長の原因は、専門分野では合意に至っていない。社会的市場経済を導入したことがその原因であるとする理論もあるし、ドイツの経済成長はアメリカに対して西ヨーロッパが成長を取り戻す段階にあったためとする理論もある。
ヘルベルト・ギーアシュ、カール＝ハインツ・パック、ホルガー・シュミーディンクは、経済政策の重要性を秩序政策の形態に見ている。経済復興が成功したのは、市場経済というショック療法によってであり、通貨改革と価格自由化が個人への供給できる体制を可能にし、慎重な貨幣政策・財政が金銭の安定性を保証した。1950年代の成長は、規制緩和と内容豊かな企業の利潤によって引き起こされた。ヴィルガ・フェステによると、「奇跡的経済復興」の十分条件ではなかったが必要条件であった。
「奇跡的経済復興」は、この時代、もちろん西ヨーロッパ諸国も経験していた。フランスは、ドイツと同様の所得水準まで発展していた。マーク・スペーラ―によると、フランスは長期経済発展計画によって、干渉主義的な経済政策を顕著に追求しており、このことから、私的所有権と競争に対する最低限の措置が保証されているのであれば、様々な経済政策の構想があったとしても、そこには実際の意味はほとんどない。トマス・ヴィットナーによると、フランスはまとまった経済構想を持っておらず、さらに社会的市場経済の構想もその政治的な後押しが不正確であり、その意味で両国とも理論的な根拠をもち包括的な秩序政策構想が欠落していた。ビットナーによると、今日までほとんど研究されてこなかったため、ドイツの社会的市場経済構想やフランスの長期経済発展計画構想が、そもそも戦後の西ヨーロッパにおける高度経済成長に貢献したのかどうか、したとすればどの程度なのかは判断することができない。
多くの経済学者（とくにアンガス・マディソン、ウィリアム・ボーモル、アレクサンダー・ガーシェンクロン、ゴットフリート・ボンバッハ）が主張している「巻き返し論（Aufholthese）」（英語ではキャッチアップ理論と言われている）によると、戦後の西ヨーロッパ経済は、技術的にリードしていたアメリカの経済に対する巻き返しを始めていた。当時西ヨーロッパ企業は、アメリカの企業を模範として方針を決定することができた。巻き返しプロセスは、先進国アメリカの庇護のもとで行われたのであり、だからこそ高度な経済成長が可能になった。アメリカ経済並みの生産性レベルに届き、巻き返しプロセスが終わると、西ヨーロッパの経済成長は軒並み低い水準に留まった。ルットガー・リンドラーは、巻き返し論を根拠にして西ヨーロッパで急速な経済成長が起こった条件を歴史的に特徴的な状況から分析している。彼によれば、社会的市場経済は急速な経済成長に必要な条件ではなかった。巻き返し論は、1950年から1973年までの時期に西ヨーロッパと日本が生産性を急速に向上させた理由を論理的・経験的に説明している。もちろん、どうして西ヨーロッパは第二次大戦後になってからアメリカに対して巻き返しをしたのか、OECDに加盟していない多くの国々はなぜ巻き返しを図らなかったどころか、落ち込みさえしたのか、ということを巻き返し論は説明しておらず、この点を彼は批判している。新古典主義的な成長理論における巻き返し論の「単純な」あり方に対しても彼は批判している。これについての説明として有力なのは、巻き返し論を拡張した人たちの説明である。モーゼス・アブラモヴィッツによると、巻き返しプロセスの恩恵に与れるには、ある程度の発展水準と、いくつかの制度的な前提が必要である。ロバート・バローによると、私有財産権と自由な市場は経済成長にポジティブな影響を与えるが、インフレと国家のシェアが占める割合が高い状態は経済成長にネガティブな影響を与える。

##### オルド自由主義の終焉
ルートヴィヒ・エアハルトは1954年、アデナウアー首相に対して、SPDは計画経済の党であるという烙印を押すのはますます難しくなっているとコメントしている。なぜなら、経済政策に対するSPDの批判は、経済が安定しないことに集中的に向けられていたからである。しかしエアハルトは、オルド自由主義理論によって導かれた毛剤政策が景気を良くできると確信していた。しかしエアハルトの賛同者たちのあいだでも、計画政策・景気刺激策に禁欲的であることに対する批判が部分的にではあるが生じていた。ミュラー＝アルマックは、景気刺激策に一定の役割を認めるという社会的市場経済の第二段階が必要だと主張していた。
1960年代半ば、経済復興期が終わる兆候がますます増えていった。確かに成長率は相対的に高かったものの、過去を振り返っていくと、成長の循環が少しずつ減少していることがわかるようになっていた。1966年の終わり、連邦政府は初めて軽度の不景気に直面した。「経済奇跡の国」にとっては、このことに全く準備のできていなかったために大きなショックを与えた。エアハルトは、政敵だけではなく、経済誌や専門家からも批判を受けるようになった。この批判は、経済よりも政治的に重大な結果をもたらし、エアハルトの時代は終わりを告げた。

#### 包括的統制の段階 (1967–1982)
1960年代半ば、民主社会主義による経済政策・社会福祉政策の構想が、経済秩序の形態に影響を与えるという社会的市場経済の第二段階が始まった。このような形態もまた、一般的な意見では社会的市場経済の概念と結びついているとされている。大きな意味をもったのは、1967年の安定化法である。この法律によって、政策転換が起こり、積極的な景気刺激策が行われるようになった。当時の経済大臣であるカール・シラーは、これを「経過政策基本法」と呼び、カルテル法による「秩序政策基本法」を補正するものであるとした。彼はこれを「フライブルク学派の要求とケインズ主義のメッセージを共生させる」と考えていた。実際には、包括的統制というポスト・ケインズ主義的構想によって、景気の不安定性を恒常的に和らげられることになった。この構想は、さしあたり雇用政策的には成功を収めた。完全雇用が復活し、1970年代半ばまで維持されることになった。しかし貨幣の安定性という問題が、ますます注目されるようになった。1970年代のオイルショックは、輸入価格のインフレによって価格上昇圧力を強めた。1970年代以降、経済成長も世界的に冷え込んだ。そのことによって、景気の正確な統制はますます困難になっていった。そうこうしているあいだに、景気の不安定性を完全に沈めようとするこの構想は、ますます時代遅れのものと見なされるようになった。しかしポストケインズ主義的な財政政策による景気刺激策は、現在でも多くの人々にとっては、重大な経済危機（例えば、2007年からの経済危機）という「ケインズ主義的状況」では必要だと考えられている。というのも、マネタリズム的な金融政策とビルト・イン・スタビライザーは、流動性の罠がある状況では限界に行き当たるからである。また安定化法によって決定した、経済バランスをとるのに必要な条件に注視し、魔法の四角形で経済政策を調整するという経済政策上の目標設定は、今日でも変わらずに残り続けている。
1976年の共同決定法では、1952年の経営組織法よりも拡大した共同決定権が導入された。2,000人以上の企業とコンツェルンの場合、出資者の代表者と企業の代表者に対して、これらと対等な権限をもった監査が割りふられるようになった。投票が同数の場合には、（雇用者側が設置した）監査役会長の票によって議決が取られる。共同決定法は、株主だけでなく、従業員の利害をも聞き入れさせることで、労働世界のヒューマニズム化に貢献しなければならない。当初からドイツにおける共同決定は、取引コストを減少させることを目的にしていた。取引コストが企業内において減少するほど、信頼に満ちた共同労働の可能性が高まるが、他方で取引コストが高くなればなるほど、共同労働は、形式的規制と強制措置に頼らなければ可能ではなくなる。長期間にわたる安定的でコンフリクトの少ない労働関係によって、企業は長期間にわたって従業員の教育とスキルアップに投資することができるようになるのである。このことは、ポスト工業社会や知識社会といった非物質的な価値創造が急速に高まるなかで、企業が成功する条件のひとつになっていった。というのも、非物質的な価値創造が依拠しているのは専門知識だからであり、それは簡単には代替できず、その移転をコントロールすることも容易ではないである。同時に企業は、コストのかかる設備投資をさらに多くするよう取り組まなければならない。このことが、オイルショックによって構造転換が生じた時代のなかで、ますドイツの立ち位置を決定するものであった。非物質的生産活動と分業体制は、取引コストを根本的に高めるが、それを持続的に進展させることで、共同決定という制度は実際にもよい結果をもたらした。ユルゲン・シュレンプによれば、短期間での利潤最大化は、未来に必要な投資をする負担になるので阻止するというドイツモデルのひとつが共同決定なのである。
社会福祉政策において、社会福祉国家のさらなる拡充が生じた。1972年の年金改革によって、自営業者や学生、主婦、農民、障害者を含めた住民の大部分を保証できるようになった。批判者は、この政策が保険料の支払額をさらに低下させ、保証の中身を薄めてしまうと見ている。

#### 秩序政策とサプライサイド政策の優勢段階 (1983–1989)
1982年～1983年の政策転換が目標としていたのは、1960年代と1970年代に主流だった需要促進政策を終わらせ、完全雇用を復活させるべく供給促進政策へと移行させることであった。この傾向は国際的なトレンドでもあった（レーガノミクス、サッチャリズム、ミッテラン大統領の「politique de rigueur緊縮政策」）。ドイツ連邦銀行、後の欧州中央銀行は、マネタリズム金融政策の限定的な解釈を採用しており、それは他の中央銀行よりも顕著で長期間にわたるものであったが、限定的な金融政策が成功した国はどこにもなかった。連邦政府は、実際には政策をミックスさせて、相変わらず財政政策によって経済成長をコントロールするというやり方を取り続けた。補助金削減を目指したものの相変わらずレトリックに留まっており、社会保障の支出もいったん削減されたあとさらに増大した。減税は合計で630億ドイツマルクの税負担を削減したが、投資と経済成長への特質すべき効果はないままであった。失業率は、1983年以降、世界レベルが好景気になるなかで減少したものの、しかし1990年代には記録的に上昇した。1970年代以降、失業率が上昇する傾向は、変わっていない。

#### ドイツ統一 (1990)
1990年5月18日の「通貨・経済・社会同盟条約」において、社会的市場経済はドイツ再統一の共通経済秩序となることが決定した。私有財産、成果による競争、自由な価格形成、特に労働、資本、財、サービスの自由な移動（第1条3項）が、この国家条約のなかで決まった
奇跡的経済復興という歴史的な前例があるのだから、秩序政策によって経済力を誘導し、解放すれば、新たにドイツ連邦に編入される5つの州でもある種の奇跡的経済復興が誘発されると、1990年の時点では、連邦首相ヘルムート・コールをはじめ、多くのドイツの政治家や西ドイツの経済学者たちは信じていた。政府が主に参考にしたのは、再統一を経済的に実行する計画について書かれた1953年のルートヴィヒ・エアハルトの報告書であった。エアハルトが前提にしたのは、ドイツ再統一が「政治的・経済的・人間的な関係のなかで、……力を発揮するだろう」、「計画経済学者による机上の空論では決して思い描くことのできないものだ」ということであった。コンラート・アデナウアーは、当時すでにエアハルトよりも懐疑的であった。東ドイツの工業と農業はひどい状態にあると見ていたからである。「この地域で再統一することは、新たな植民地化と同等である。だから、ドイツ連邦の経済力は何年も削がれることになるだろう」。通貨・経済・社会同盟で問題になったのは、東ドイツ経済状態が悪さだけはない。東ドイツマルクを西ドイツマルクへと交換する際にレートを上げたことも問題になった。東ドイツマルクを実際以上に高額で買い取ったことで、国際競争力は無くなり、さらに1990年12月31日に取引のルーブル決済（Transferrubel）が失効したことで、東ドイツの輸出はあっという間に崩壊した。高い相場で交換することは、歴史的前例のないものであり、1948年にアメリカが通貨改革を実施した際には、ドイツマルクの価値は低下したのであり、これによって当時の西ドイツは国際競争力を増大させることにあったのであった。最終的には、1950-60年代の奇跡的経済復興をもう一度引き起こすことはできないということが証明された。

#### 1990年以後の変化
1990年代初頭、フランスの経済学者ミシェル・アルベルトは、ドイツとアメリカの経済システムを多面的に比較したなかで、ライン型資本主義というドイツのモデルは現状では経済的にも社会的にもアメリカよりも優越していると強調した。もちろん彼は、アメリカの競争相手からの政治的・メディア的・文化的影響を受けて、ライン型資本主義が後退するだろうとも推測している。
1980年代におずおずと始まった民営化、規制緩和、脱国有化の流れは、1990年代半ばから、著しく加速した。特に、金融セクターの自由化は決定的な影響を与えた。2000年の税制改革で法人税法が変更となり、ドイツ株式会社は、撃滅されることになった。なぜなら、SPD政治家のハンス・アイヒェルによると、緊密に絡み合った経済関係という風土をもつドイツモデルは硬直しており、グローバルマーケットの要求には全く向いていないからである。ここで生じた変化は、長期的に企業の資産とパースペクティブを最適化するというステークホルダー価値から、アングロサクソン系の国々で昔から採用されていた短期的な利潤を追求する株主価値への方向転換であった。（国際基準にあわせた）会計実務への変更、高い系絵者報酬などもそうであるが、こうした変化は、ドイツ大企業の経営方針に大きな影響を与えた。さらにこのことは銀行家組合の制度的な変更さえもたらした。まだ1990年代初めには、ドイツ銀行の取締役会スポークスマンが、銀行セクターの内外で承認されており、ドイツ株式会社の最後の砦として、誤った方向へと発展しそうな場合には干渉していた。評判を気にした経営方針は、高度に投機的なビジネスへ、特にデリバティブへの誘惑に屈することになった。
ドイツ統一による一連の経過に関してカール＝ハインツ・ペックの見解によると、「社会的市場経済の再生は、[...]かなりの部分で成功」した。
それに対してヴェルナー・アーベルスハウザーは、アングロサクソン的な慣行と生産体制の交換に対して警告している。長期間にわたって発生している構造は、急速に壊れつつあるが、新しい慣行と組織形態は、ゆっくりとしか作り上げることはできない。そのような根本的な運用が成功するかどうかは不確かなままである。ドイツ経済の生産性は世界トップと肩を並べており、ライン型資本主義はこのことに貢献している。そのイノベーション能力については批評家にとっても異論の余地のないものである。さらに2007年の世界金融危機が示しているのは、伝統的な社会的市場経済のいう意味での生産的な秩序政策と国家の枠組み設定は、グローバル化の状況下においても、決して古ぼけたものにはなっていなおらず、むしろ以前よりも切迫して必須のものとなっている。

## EUの目標としての社会的市場経済
EU基本条約の3条においては、EU市場とのつながりのなかで、EUは、「均衡のとれた経済成長と価格の安定性を土台にしてヨーロッパの持続的な成長に」影響を与える。それは「完全雇用と社会福祉の進歩を目標とし、高度に競争する能力をもった社会市場経済である」。このような公式は、すでに2004年のEU憲法にも導入されており、それが否決されたあと、リスボン条約において採択され、2009年に施行された。さらにEUの経済秩序はEU労働基本条約においても、例えば第119条において、「自由な競争のある開かれた市場経済」として記されている。EUの通貨統合は、この原則に従っている。またすでに1992年のマーストリヒト条約においても、基本条約として受け入れられている。
EU憲法条約のI-3条2項にも社会主義と並んで挙げられた経済政策的な目標のひとつは、「自由で純粋な競争のあるEU市場」でもあった。しかしこの公式は、オープンな議論のなかでは批判されることになり、とくに2005年の憲法条約で否決されたフランスでの国民投票では、極めて自由主義的なEUの発展を表現したものであると見なされた。そのためリスボン条約においては棄却されることになったが、市場の歪曲に対する保護は、追加議定書によってEU市場の部分として定義された。最終的には、憲法条約においても、リスボン条約においても、この公式はこれまで有効であったEU競争政策からの方向転換を意味するものではなくなった。すでに1958年の欧州経済共同体設立条約では、「共同体内部での競争を歪曲から保護するシステムの樹立」は、欧州経済共同体の目的であるとされていた。当初から欧州共同体の競争理念は、オルド自由主義学派の市場経済的プログラムへと方向づけられており、このプログラムは、ドイツの社会的市場経済の主要理念に影響を与えていたのである。
連邦首相のアンゲラ・メルケルは、リスボン条約に証明する際に次のように説明してる。「社会的市場経済の基本思想は、秩序のある競争という基本思想であります。この思想を私たちはEUに伝えなければなりません」。

### 経済理論
一次文献
- Günter Brakelmann, Traugott Jähnichen, ed. (1994), Die protestantischen Wurzeln der Sozialen Marktwirtschaft. Ein Quellenband (ドイツ語), Gütersloh
- Ludwig Erhard, Wolfram Langer (Bearb.): Wohlstand für alle. Anaconda, Köln 2009, ISBN 978-3-86647-344-7. (8. Auflage 1964, PDF)
- Alfred Müller-Armack (1956), "Soziale Marktwirtschaft", Handwörterbuch der Sozialwissenschaften (ドイツ語), Stuttgart [u. a.], vol. 9, pp. 390 ff
- Alfred Müller-Armack (1966), Wirtschaftsordnung und Wirtschaftspolitik. Studien und Konzepte zur Sozialen Marktwirtschaft und zur europäischen Integration (ドイツ語), Freiburg i. Br.
- Alfred Müller-Armack: Wirtschaftslenkung und Marktwirtschaft. Verlag Wirtschaft und Finanzen, Düsseldorf 1999, ISBN 3-87881-135-7. (Faks.-Ed. der Erstausg. Hamburg 1947)
- Alfred Müller-Armack: Genealogie der sozialen Marktwirtschaft: Frühschriften und weiterführende Konzepte. 2., erw. Auflage, Haupt, Bern 1981, ISBN 3-258-03022-7.
- Alexander Rüstow (1932), "Freie Wirtschaft – starker Staat", Deutschland und die Weltkrise (Schriften des Vereins für Socialpolitik 187) (ドイツ語), Dresden
- Alexander Rüstow (1955), Patrick Boarman (ed.), "Wirtschaftsethische Probleme der sozialen Marktwirtschaft", Der Christ und die Soziale Marktwirtschaft (ドイツ語), Stuttgart

二次文献
- Werner Abelshauser: Des Kaisers neue Kleider? Wandlungen der Sozialen Marktwirtschaft. Roman Herzog Institut, München 2009.
- Gerold Ambrosius: Die Durchsetzung der Sozialen Marktwirtschaft in Westdeutschland 1945–1949. Dt. Verl.-Anst., Stuttgart 1977, ISBN 3-421-01822-7.
- Winfried Becker (1980), Rainer A. Roth/Walter Seifert (ed.), "Die Entscheidung für eine neue Wirtschaftsordnung nach 1945. Christliche Werte in der Sozialen Marktwirtschaft Ludwig Erhards", Die zweite deutsche Demokratie. Ursprünge, Probleme, Perspektiven (ドイツ語), Köln/ Wien
- Dieter Cassel (Hrsg.): 50 Jahre Soziale Marktwirtschaft. Ordnungstheoretische Grundlagen, Realisierungsprobleme und Zukunftsperspektiven einer wirtschaftspolitischen Konzeption. Lucius & Lucius, Stuttgart 1998, ISBN 3-8282-0057-5.
- Alexander Ebner: The intellectual foundations of the social market economy: theory, policy, and implications for European integration. In: Journal of economic studies. 33(2006)3, S. 206–223.
- Nils Goldschmidt, Michael Wohlgemuth (Hrsg.): Die Zukunft der Sozialen Marktwirtschaft: sozialethische und ordnungsökonomische Grundlagen. Mohr Siebeck, Tübingen 2004, ISBN 3-16-148296-4.
- Dieter Haselbach: Autoritärer Liberalismus und soziale Marktwirtschaft: Gesellschaft und Politik im Ordoliberalismus. (Habil.) Nomos, Baden-Baden 1991, ISBN 3-7890-2504-6.
- Michael von Hauff (Hrsg.): Die Zukunftsfähigkeit der Sozialen Marktwirtschaft. Metropolis-Verl., Marburg 2007, ISBN 978-3-89518-594-6.
- Philipp Herder-Dorneich: Ordnungstheorie des Sozialstaates. Beiträge zur Ordnungstheorie und Ordnungspolitik. Mohr Siebeck, Tübingen 1983.
- Karl Hohmann, Horst Friedrich Wünsche (Hrsg.): Grundtexte zur sozialen Marktwirtschaft: Das Soziale in der sozialen Marktwirtschaft. Lucius & Lucius, 1988, ISBN 3-437-40208-0.
- de:Karen Horn, Die soziale Marktwirtschaft – Alles, was Sie über den Neoliberalismus wissen sollten. Frankfurter Allgemeine Buch, 2010, ISBN 978-3-89981-220-6. (Rezension in der FAZ)
- Gerhard Kleinhenz: Sozialstaatlichkeit in der Konzeption der Sozialen Marktwirtschaft. In: Ders. (Hrsg.): Sozialstaat Deutschland. Lucius & Lucius, 1997, S. 390 ff.
- Bernhard Löffler (2002), Soziale Marktwirtschaft und administrative Praxis. Das Bundeswirtschaftsministerium unter Ludwig Erhard (ドイツ語), Stuttgart
- Josef Mooser [in ドイツ語] (2005), Manfred Hettling/Bernd Ulrich (ed.), "Liberalismus und Gesellschaft nach 1945. Soziale Marktwirtschaft und Neoliberalismus am Beispiel von Wilhelm Röpke", Bürgertum nach 1945 (ドイツ語), Hamburg, pp. 134–163
- Anthony J. Nicholls (1994), Freedom with Responsibility. The Social Market Economy in Germany, 1918–1963 (ドイツ語), Oxford
- Knut Wolfgang Nörr, Joachim Starbatty, Reinhold Biskup: Soll und haben: 50 Jahre soziale Marktwirtschaft. Lucius & Lucius, Stuttgart 1999, ISBN 3-8282-0105-9.
- Jürgen Pätzold: Soziale Marktwirtschaft: Konzeption – Entwicklung – Zukunftsaufgaben. 6., überarb. Auflage, Verl. Wiss. und Praxis, Ludwigsburg 1994, ISBN 3-928238-38-8. Online: Soziale Marktwirtschaft.
- Ralf Ptak: Vom Ordoliberalismus zur sozialen Marktwirtschaft: Stationen des Neoliberalismus in Deutschland. VS-Verl. für Sozialwiss., Wiesbaden 2005, ISBN 3-8100-4111-4.
- Friedrun Quaas: Soziale Marktwirtschaft: Wirklichkeit und Verfremdung eines Konzepts. Bern/ Stuttgart 2000, ISBN 3-258-06012-6.
- Siegfried Rauhut: Soziale Marktwirtschaft und parlamentarische Demokratie. Eine institutionenökonomische Analyse der politischen Realisierungsbedingungen der Konzeption der Sozialen Marktwirtschaft. Duncker & Humblot, Berlin 2000.
- Otto Schlecht: Grundlagen und Perspektiven der Sozialen Marktwirtschaft. Mohr, Tübingen 1990, ISBN 3-16-145684-X.
- Christian Watrin [in ドイツ語] (1979), "The Principles of the Social Market Economy—Its Origins and Early History", Zeitschrift für die gesamte Staatswissenschaft (ドイツ語), vol. Band 135, pp. 405–425
- Hans Willgerodt [in ドイツ語] (1989), Wolfram Fischer (ed.), "Wertvorstellungen und theoretische Grundlagen des Konzepts der Sozialen Marktwirtschaft", Währungsreform und Soziale Marktwirtschaft. Erfahrungen und Perspektiven nach 40 Jahren (ドイツ語), Berlin
- Joachim Zweynert (2008), Die Soziale Marktwirtschaft als politische Integrationsformel (ドイツ語), p. 334, doi:10.1007/s10273-008-0800-z。

### 経済史
- Werner Abelshauser (2004), Deutsche Wirtschaftsgeschichte seit 1945 (ドイツ語), München: C.H. Beck, ISBN 3-406-51094-9。
- Michael von Prollius (2006), Deutsche Wirtschaftsgeschichte nach 1945 (ドイツ語), UTB, ISBN 3-8252-2785-5。
- Mark E. Spicka (2007), Selling the Economic Miracle: Economic Reconstruction and Politics in West Germany, 1949-1957 (ドイツ語), Berghahn Books, ISBN 978-1-84545-223-0。
- Knut Wolfgang Nörr (2007), Die Republik der Wirtschaft: Von der sozial-liberalen Koalition bis zur Wiedervereinigung, Teil 2 (ドイツ語), Heidelberg: Mohr Siebeck, ISBN 978-3-16-149499-4。

### 日本語文献
- 福田敏浩「社会的市場経済の原像―ドイツ経済政策の思想的源流―」
- 熊谷徹「社会的市場経済誕生から60年」